# Laura Marx
Pour les articles homonymes, voir Marx.
Jenny Laura Marx, née le 26 septembre 1845 à Bruxelles (Belgique), et morte le 25 novembre 1911 à Draveil (France), est une militante socialiste. Deuxième fille de Karl Marx et de Jenny von Westphalen, elle est l'épouse de Paul Lafargue. Le couple va consacrer sa vie à la vulgarisation et à la diffusion de la pensée marxiste en France. Ils se suicident tous les deux en s'injectant de l'acide cyanhydrique.

## Biographie
Laura Marx naît à Bruxelles, rue de l'Alliance 5, le 26 septembre 1845 et déménage avec ses parents en France, puis en Prusse, avant que la famille ne s'installe à Londres en juin 1849. Alors que Marx est à Londres, le jeune militant socialiste Paul Lafargue s'y rend en 1866 pour participer aux travaux de la 1re Internationale. Lafargue devient vite ami avec Marx et sa famille et, en particulier, avec Laura dont il tombe amoureux. Le Cubain a été, depuis lors, non seulement le premier latino-américain à suivre et à diffuser de près la pensée du créateur du communisme, mais aussi un membre et une partie de sa famille. Ils se marient le 2 avril 1868 à Londres et ont traversé des moments très difficiles dans leur vie conjugale : au cours de leurs trois premières années de mariage, ils eurent trois enfants, deux garçons et une fille, qui meurent tous en bas âge. Ils n'avaient pas d'autres enfants. Le militantisme politique les a conduits à de durs épisodes de persécution policière et de harcèlement, surtout après la répression sanglante de la Commune de Paris.
Ils traduisent les œuvres de Marx et de Engels en français et diffusent le marxisme, particulièrement en France et en Espagne. Ils sont soutenus financièrement par Engels, qui publie les écrits de Karl Marx : ils hériteront d'une partie de sa fortune à sa mort, en 1895. Le couple Lafargue, qui a jusque-là vécu dans la précarité, achète une somptueuse propriété, entourée d’un parc à Draveil (Seine-et-Oise). Lénine est reçu dans cette demeure en 1910 durant son exil en France. Cette journée est par ailleurs évoquée dans les mémoires de Nadejda Kroupskaïa, Ma vie avec Lénine, 1893-1917 publié en français aux éditions Payot en 1933 et qui a connu plusieurs éditions, tant en russe qu'en français.
Laura Lafargue est déléguée au congrès du Parti ouvrier français à Ivry en septembre 1900. Elle apparaît dans plusieurs souscriptions dans Le Socialiste.
Les époux Lafargue se suicident en 1911 à Draveil. Une courte lettre justificatrice explique que: « Sain de corps et d'esprit, je me tue avant que l'impitoyable vieillesse qui m'enlève un à un les plaisirs et les joies de l'existence et qui me dépouille de mes forces physiques et intellectuelles ne paralyse mon énergie, ne brise ma volonté et ne fasse de moi une charge à moi et aux autres. »
Les obsèques réunissent près de 20 000 personnes. Une dizaine de discours sont prononcés par les leaders socialistes venus de toute l’Europe. Au nom du Parti Ouvrier Social-Démocrate, Lénine qui entretenait des liens d’amitié avec le couple lut un discours élogieux en français. Ils sont enterrés à Paris, au cimetière du Père-Lachaise (division 76) face au mur des Fédérés.

## Postérité
À l'occasion du centenaire de la mort de Paul Lafargue et Laura Marx, l'université libre de Bruxelles a organisé un colloque, le 23 novembre 2011. Des sociologues, historiens, économistes et autres scientifiques discutèrent à cette occasion de la nécessité et de l'urgence du droit à la paresse, pamphlet pour la réduction du temps de travail.

## Publications
Ses textes en français sont parus sous le nom de Laura Lafargue, dont la traduction française du célèbre Manifeste du Parti communiste, écrit par son père. Elle traduit des articles, notamment pour la revue mensuelle de socialisme scientifique, L'Ère Nouvelle (1893-1894) dirigée par George Diamandy,.
- Ein Gruß aus Frankreich. In: Arbeiterinnen-Zeitung, Wien 1. Januar 1892.
- Laura Lafargue, Eleanor Marx – Aveling: Briefe und Schriften von Karl Marx. In: Die Neue Zeit, XIV. Jg. 1. Band. 1895/96, S. 121. Digitalisat
- Friedrich Engels: Contributions à l'Histoire du Christianisme primitif. In: Devenir social. April und Mai 1895.
- Karl Marx / Friedrich Engels: Manifeste du parti communiste. (Traduction de Laura Lafargue). V. Giard et E. Brière, Paris 1897. Digitalisat Gallica
- Karl Marx (i. e. Friedrich Engels): Révolution et contre-révolution en Allemagne. Trad. par Laura Lafargue. V. Giard et E. Brière, Paris 1900. (Bibliothèque socialiste internationale 6) Digitalisat Gallica
- Friedrich Engels: Religion, philosophie, socialisme. Trad. par Paul & Laura Lafargue. Jacques, Paris 1901 (Bibliothèque d'études socialistes  8) Digitalisat Gallica
- Karl Marx: Un discours inédit de Marx. In: Le Socialisme. Paris Nr. 18. 15. März 1908.
- Karl Marx: Contribution à la critique de l'économie politique. Traduit sur la 2e édition allemande de Karl Kautsky par Laura Lafargue. V. Giard et E. Brière, Paris 1909. (Bibliothèque socialiste internationale  11) Digitalisat Gallica

### Article lié
- Famille de Karl Marx